# Stolniceni-Prăjescu
Stolniceni-Prăjescu es una comuna ubicada en el distrito de Iași, Rumania.

## Superficie
Cuenta con una superficie de 67,08 kilómetros cuadrados.

## Demografía
Hasta 2021 la población era de 4550 habitantes, con una densidad de población de 67,83 habitantes por kilómetro cuadrado.